# تفاوتات التركيز
تفاوتات التركيز في نظرية الاحتمالات حدود لمخالفة متغير عشوائي قيمة معينة. ويفيد قانون الأعداد الكبيرة لنظرية الاحتمالات أن مجاميع المتغيرات العشوائية المستقلة، في ظروف معينة، قريبة من توقعاتها باحتمال كبير. وهذه المجاميع أبسط الأمثلة على المتغيرات العشوائية المركزة على متوسطها.